# Comitato Olimpico e Sportivo delle Isole Comore
Il Comitato Olimpico e Sportivo delle Isole Comore (noto anche come Comité Olympique et Sportif des Iles Comores in francese) è un'organizzazione sportiva comoriana, nata nel 1979 a Moroni, Comore.
Rappresenta questa nazione presso il Comitato Olimpico Internazionale (CIO) dal 1993 ed ha lo scopo di curare l'organizzazione ed il potenziamento dello sport nelle Comore e, in particolare, la preparazione degli atleti comoriani, per consentire loro la partecipazione ai Giochi olimpici. L'organizzazione è, inoltre, membro dell'Associazione dei Comitati Olimpici Nazionali d'Africa.
L'attuale presidente dell'associazione è Mohamed Farahane, mentre la carica di segretario generale è occupata da Ahmed Djaffar.